# Scuola di cinema Gaumont
La Scuola di cinema Gaumont è stato primo esperimento italiano di fondare una scuola di cinema da parte di un'industria privata, se si esclude il tentativo dei produttori Ponti e De Laurentiis che è poi sfociato nell'attuale Istituto di Stato per il cinema e la televisione Roberto Rossellini.

## Storia
A differenza della Scuola nazionale di cinema del Centro sperimentale di cinematografia, fondata nel 1935 e tuttora esistente, la scuola di cinema Gaumont, in quanto scuola privata in seno ad una impresa privata, non ha mai avuto accesso a fondi statali, e nacque quasi per scommessa, quando Renzo Rossellini jr., allora presidente della Gaumont Italia, si trovò a evidenziare durante una conferenza la mancanza di una palestra per talenti e luogo di discussioni per il ricambio generazionale e lo sviluppo di una nuova generazione di cineasti. Alcuni curiosi e appassionati presenti alla conferenza si diedero appuntamento per riprendere il discorso. Nacque così la scuola.
Una nota curiosa: proprio il padre di Renzo, Roberto Rossellini, fu per un periodo a capo del Centro Sperimentale di Cinematografia, la già citata istituzione pubblica per l'alta formazione nelle discipline del cinema.
Per grande parte autogestito e sperimentale, si caratterizzò non tanto per una modalità accademica e strutturata quanto più per un approccio d'esperienza, dove alcuni professionisti venivano a riferire la propria esperienza artistica e professionale e a mostrarsi durante il loro lavoro. Fecero parte del gruppo di allievi una serie di personaggi, alcuni dei quali diventarono figure di spicco del cinema e della televisione del decennio successivo.
Distribuita tra lezioni teoriche (alle quali erano invitati a partecipare diversi professionisti legati con la casa di distribuzione e con la relativa casa di produzione - "Opera film" - che a titolo gratuito raccontavano la loro esperienza e cercavano di coinvolgere gli allievi nei loro progetti), visioni di film (nella sala proiezione degli uffici della sede in viale Liegi a Roma) e partecipazione sul set in svariati ruoli minori occasionati dalle varie produzioni in corso (per lo più negli studi di Cinecittà e successivamente in quelli del Centro Safa Palatino), gli allievi avevano soprattutto occasione di sperimentare il linguaggio cinematografico producendo cortometraggi, prima in Super 8 millimetri, poi in 16 millimetri, infine in 35 millimetri.
A conclusione del corso, alcuni allievi girarono il film a episodi Juke box, presentato al festival di Venezia del 1983.
Gli allievi che completarono il corso ebbero occasione di selezionare gli allievi di un secondo corso, che realizzarono a loro volta lezioni, visite sul set e lavori, oltre al ciclo di cortometraggi, purtroppo interrotto prima della realizzazione del film finale.

## Fine della scuola
Dopo la chiusura improvvisa del ramo italiano della Gaumont, alcuni allievi che avevano continuato a lavorare ai margini della casa di distribuzione (girando spot, video promozionali e collaborando all'ufficio stampa con altri prodotti filmati e, i più fortunati, avendo lavorato a film di altre case di produzione) si organizzarono nella cooperativa Vertigo Film, che produsse Il grande Blek di Giuseppe Piccioni e altre pellicole. Dalle ceneri della Vertigo Film nacque, su iniziativa di Domenico Procacci, la "Fandango".

## Cortometraggi
- Attraverso la luce, 35 mm, di Carlo Carlei
- Camere oscure, 16 mm, di Ferdinando Cutini e Maura Nuccetelli
- Cinefilles, 16 mm, di Daniele Luchetti
- Compleanno per due, 16 mm, di Enzo Civitareale e Osman Mancini
- Do minore, 16 mm, di Valerio Jalongo
- Giallo a metà, 16 mm, di Gualtiero Rosella
- Il bevitore Andreas, 8 mm, di Paolo Parisi Presicce
- Il Messia armato, 16 mm, di Stefano Valoppi
- Il risveglio, 16 mm, di Carlo Carlei
- Il prologo, 16 mm, di Giuseppe Piccioni
- Il volo, 35 mm, di Valerio Jalongo
- La cifra, 35 mm, di Sandro De Santis
- Nei dintorni di mezzanotte, 35 mm, di Daniele Luchetti
- Prima di lavare i piatti, 16 mm, di Paolo Parisi Presicce
- Roma ore 11.18, 16 mm, di Romano Martella
- Temporale, 16 mm, di Sandro De Santis
- Ultima edizione 16 mm, di Giuseppe Fatale
- Vim liquido, 16 mm, di Antonello Grimaldi
- Zucchero? No, grazie, 16 mm, di Domenico Procacci